# Drastrup (Aalborg)
 For alternative betydninger, se Drastrup. (Se også artikler, som begynder med Drastrup)
Drastrup er en landsby i det nordlige Himmerland med 52 indbyggere (2008). Drastrup er beliggende på kanten af Aalborg by og er sammenvokset med bydelen Skalborg og syv kilometer sydvest for Aalborg centrum. Landsbyen hører under Aalborg Kommune og er beliggende i Frejlev Sogn.
Omkring Nibevej ligger en sammenhængende struktur af by- og landsbyhuse på begge sider af vejen. Drastrup adskiller sig fra andre landsbyer, da den er sammenvokset med Aalborg. Til trods for nærheden til Aalborg har landsbyen stadig sin egen karakter og landsbystemning.